# Nathalie Poza
Nathalie Poza Maupain (Madrid, 7 maart 1972) is een Spaans actrice.
- Biblioteca Nacional de España: XX4611982
- Bibliothèque nationale de France: cb161437192 (data)
- Catàleg d'autoritats de noms i títols de Catalunya: 981058609549606706
- Gemeinsame Normdatei: 1061723267
- International Standard Name Identifier: 0000 0001 1682 1311
- Library of Congress Control Number: no2012138484
- Réseau des bibliothèques de Suisse occidentale: 02-A020152581
- Système universitaire de documentation: 250642360
- Virtual International Authority File: 86502200
- WorldCat: E39PBJtGXtvCjpxbhr6vCkYQMP